# Santo Stefano extra moenia
Santo Stefano extra moenia nebo Oltr'Ozeri je kostel stojící vně hradeb města Pisy, na via Santo Stefano. Poloha stavby se objevuje i v jejím názvu.
První zmínka o kostele pochází z roku 1085, spolu s přilehlým špitálem. Od roku 1122 byl užíván benediktínkami.
Fasáda je zdobena keramikou (originály jsou uloženy v Museo di San Matteo). Roku 1792 proběhla rekonstrukce a částečná přestavba.
Interiér uchovává zoomorfní hlavice sloupů, kryptu (v současnosti zatopenou) a krucifix z roku 1700.